# 恋の墓
『恋の墓』（こいのはか、英題：Glave of Love）は、鳴瀬聖人監督の日本映画。

## 概要
『温泉しかばね芸者』でゆうばり国際ファンタスティック映画祭2018の審査員特別賞を受賞した鳴瀬聖人が手がけたラブコメディ作品であり、商業映画デビュー作。
片思いの恋の終わらせ方をホラーやコメディ、ラブロマンスなどさまざま要素をミックスして描いた。
ヒロイン役にはピンク映画ベストテンで桃熊賞主演女優賞を受賞するなど演技面の評価も高いAV女優・小倉由菜を抜擢。同じくバラエティ番組で活躍するAV女優の架乃ゆらを主人公の幼馴染として配役。
インディーズ映画で活躍するアベラヒデノブが主役の僧侶役を務める。
鳴瀬聖人によると寺が舞台であること、小道具としてカメラや自転車の使用など『さびしんぼう』（大林宣彦監督）のオマージュである点が多々あるとのこと。タイトル候補には"煩悩インフェルノ"があった。
本作を鑑賞した瀬々敬久は「役者も演出も真剣で大泣きする筈なのに大笑いした。こんな映画が珍しい。ひょっとして傑作ということ? ただ言えるのは一生、忘れられません」とコメントを寄せた。
全体で141分と長尺の作品であることもあり、DVDパッケージとしてのリリース日が先に決まり、公開劇場館が決まらなかった。このことにより2020年9月25日にDVD先行発売。DVD版はセル、レンタルとも2巻（2枚）に分けられている。
同年10月3日より、大阪・シアターセブンにて劇場公開。劇場公開分は118分に短縮編集されている。東京では2021年1月15日にアップリンク渋谷で初上映予定であったが、直前にて新型コロナウイルス感染症拡大に伴う緊急事態宣言を受け延期。2021年3月12日に東京・アップリンク渋谷で改めて初のキャストを含めた舞台挨拶を行った。
舞台挨拶では主演2人が鳴瀬監督の強い希望でキャスティングであったこと。クランクイン前に「尾道三部作」を観ることを薦めたことなどが明かされた。

## あらすじ
寺の僧侶、堀川ユウタ。彼の唯一の楽しみは、毎日寺の前を通る看護学生の“あの子”の姿をカメラのファインダーに収めることという生臭坊主。ユウタはある日、自分と名前が一文字違いの幼なじみユウカと再会し思い出話。そのつかの間、ユウカにキスを迫られるユウタだったが、突然のことに驚きユウカを突き飛ばしてしまう。
その後、偶然にもユウタは“あの子”がマッチングアプリを使って男性と会っているところを目撃しショックを受ける。ユウタは彼女と出会うための合法的な手段としてマッチングアプリを始める一方、振られたユウカも逆襲を企てる。

## キャスト
あの子
演 ‐ 小倉由菜
ユウタに一目ぼれされた女性。看護婦であったが、遅刻などで失敗続き。元カレの“しゅん君”のことが忘れられず、ぽっかり空いた心の穴を埋めるため、マッチングアプリを活用しており、男性と待ち合わせする姿を偶然にもユウタに目撃される。アプリには“名無しちゃん”で登録しており、ユウタからは「あの子」や「名無しちゃん」と呼ばれる。本名はミズキ。
堀川ユウタ
演 ‐ アベラヒデノブ
父親が亡くなり、寺を継いだ僧侶。写真撮影が趣味の色欲に満ちた童貞。ある日、ファインダーで寺の前を歩く美人のあの子を見つけ、気になって仕方がなくなる。
競技カルタに詳しく、気持ちを和歌に乗せる癖がある。
堀川ユウカ
演 ‐ 架乃ゆら
ユウタの幼馴染。苗字が同じで名前も一字違いだが、親戚でもなく偶然の一致である。ただしこのことで幼少時からひとまとめにされることが多く、腐れ縁のように仲良くなった。
実はユウタに恋しており、あるタイミングでキスを試みる。これを拒絶されたことで「さみしんぼう」となり、心の中の闇・深町くんを具現化させてしまう。自称最低最悪の世界の住人。
友人
演 ‐ 長野こうへい
寺の掃除などを手伝うユウタの友人。マッチングアプリにハマってる。
松子
演 ‐ 里見瑤子
ユウタの母親で未亡人。なお、夫役は西村喜廣が写真で出演している。
イケド
演 ‐ 雅マサキ
マッチングアプリをする男。あの子のストーカーとなり、お医者さんごっこをしようと執拗に白衣で追いかける。
しゅんくん
演 ‐ 杉浦哲平
あの子の元彼。
クミ
演 ‐ ナカムラルビイ
マッチングアプリをする女。
アコ
演 ‐ 辻凪子
ベレー帽に丸メガネの女性。近くでヒマしていた友人の兄を呼び出す。
アコの友達の兄
演 ‐ 川島直人
近くでヒマしていたらしい顎髭の男。上司を呼び出す。
アコの友達の兄の上司。
演 ‐ ひと：みちゃん
投資しながら貯金できる話をし、ここじゃ話しにくいからと場所を移ろうとする男。
マッチングアプリのおじさん
演 ‐ 春園幸宏
あの子とやろうとしていたおじさん。
乾杯する女
演 ‐ 松川千紘
マッチングアプリで出会った女性　腰の動きが早い。
メンヘラちゃん
演 ‐ しじみ
病んでいそうな女性。
熟女さん
演 ‐ 若林美保
熟した女性。
見合い相手の女（処女ちゃん）
演 ‐ 豊岡んみ
ユウタの縁談相手。
妻を失った夫
演 ‐ 石川ゆうや
ユウタの寺の檀家。
マッチングマスター・タク
演 ‐ TAK∴
マッチングアプリの攻略法を知る武闘家のような風貌の男。
深町くん
アプリにいる謎の物体。現実にも表れ、ウサギのお面、白装束、鋭い爪でこっちにおいでと誘う。

## 音楽
主題歌「恋の墓」（作詞/作曲：艶歌シャンソニエ家元ひと：みちゃん、作詞協力：鳴瀬聖人 演奏：松石ゲル）
唄：小倉由菜 ＆ 架乃ゆら

## スタッフ
- 監督・脚本・編集：鳴瀬聖人
- プロデューサー：角田陸（ライツキューブ）、西村喜廣（西村映造）
- 営業統括：鈴木祐介
- 撮影監督：関口洋平
- 演出補：福谷孝宏
- 演出助手・スーツアクター（異形）：吉井健吾
- 録音：浦川みさき
- ヘアメイク：渡邊夏生
- CG：若松みゆき
- 編集：鳴瀬聖人
- 音楽：松石ゲル(劇伴)
- スチール：タイナカジュンペイ
- 車輌：津野励木
- エキストラ協力：春園幸宏
- 協力：シネマサウンドワークス
- 美術協力：Meets
- 機材協力：テックス
- ロケ協力：なでしこの花、レフィーズ上野、阪元家、ノマンカクワンカ、バルスモーク、浅草城下町
- 販売：オールインエンタテインメント
- 製作：アドバンス
- 企画：ライツキューブ
- 制作プロダクション：西村映造